# Эсбар
Эсба́р (фр. Esbarres) — коммуна во Франции, находится в регионе Бургундия. Департамент коммуны — Кот-д’Ор. Входит в состав кантона Сен-Жан-де-Лон. Округ коммуны — Бон.
Код INSEE коммуны — 21249.

## Население
Население коммуны на 2010 год составляло 758 человек.
| 1962 | 1968 | 1975 | 1982 | 1990 | 1999 | 2010 |
| ---- | ---- | ---- | ---- | ---- | ---- | ---- |
| 673  | 653  | 621  | 633  | 646  | 621  | 758  |

## Экономика
В 2010 году среди 466 человек трудоспособного возраста (15—64 лет) 334 были экономически активными, 132 — неактивными (показатель активности — 71,7 %, в 1999 году было 65,6 %). Из 334 активных жителей работали 308 человек (173 мужчины и 135 женщин), безработных было 26 (6 мужчин и 20 женщин). Среди 132 неактивных 50 человек были учениками или студентами, 49 — пенсионерами, 33 были неактивными по другим причинам.